# Цубер-Бюлер, Фриц
Фриц Цубер-Бюлер (нем. Fritz Zuber-Bühler, 6 ноября 1822, Ле-Локль, Невшатель — 23 ноября 1896[…], Париж, IX округ Парижа) — швейцарский художник.
Родился в 1822 году в Ле Локль (Le Locle), Швейцария. В возрасте шестнадцати лет переехал в Париж, где обучался в Школе изящных искусств. В 1850 — первая выставка в Европе. В 1867 — выставка в США.
Многие работы художника находятся в музеях Берна, Ле Локля и Невшателя (Швейцария) и в Монпелье, Франция.

## Работы Фрица Цубер-Бюлера

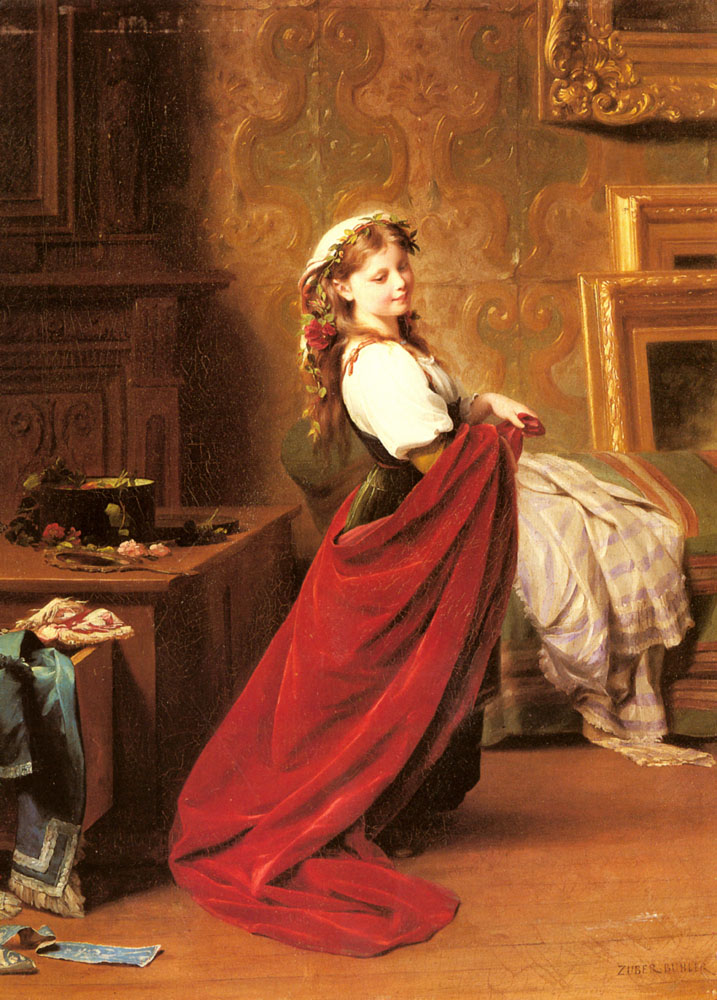
Dressing Up
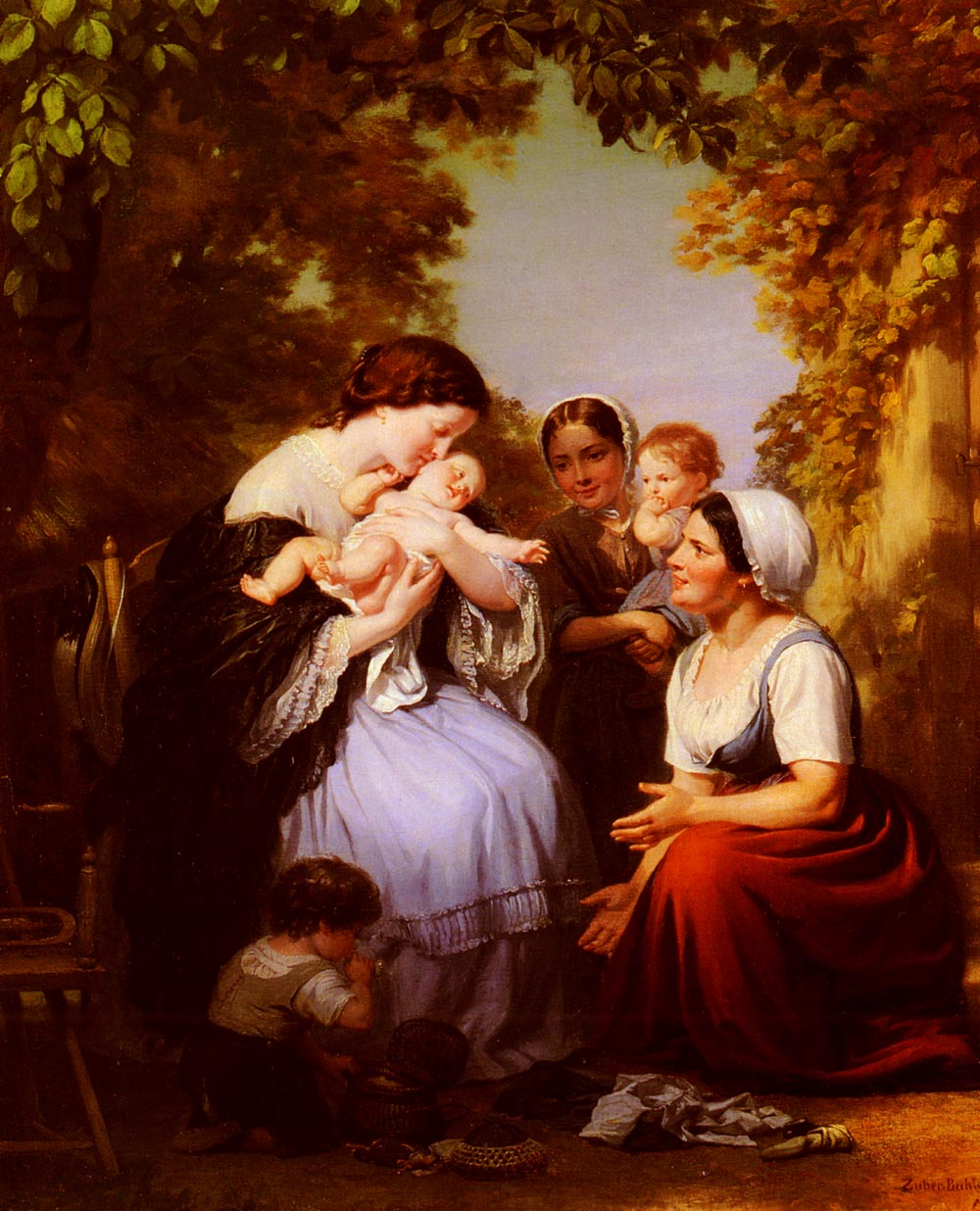
Maternity
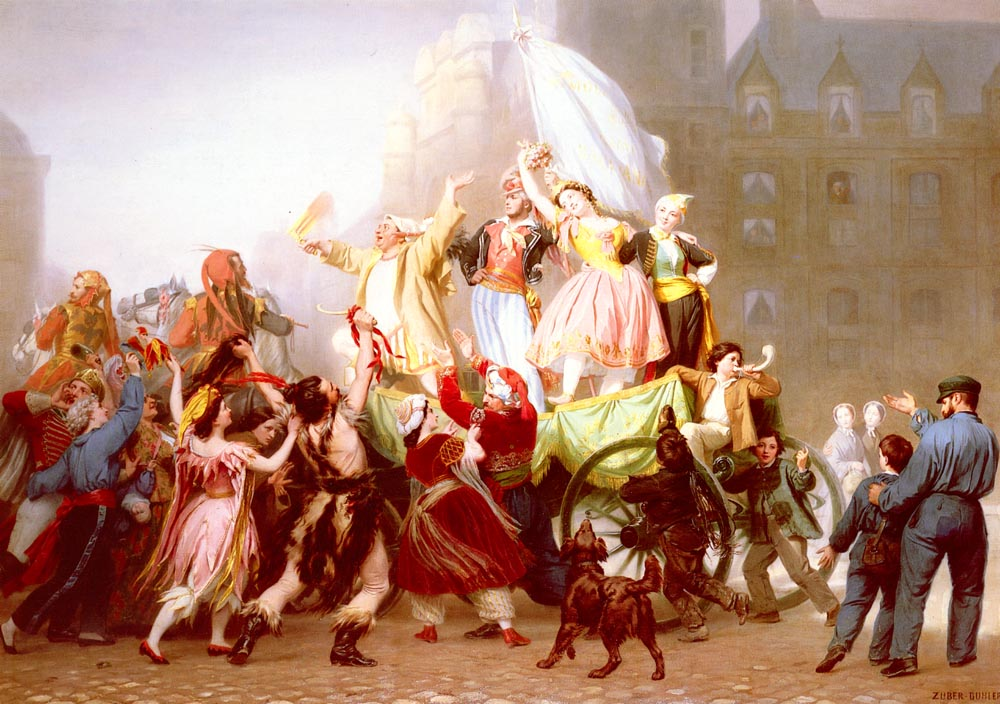
The Third Thursday in Lent
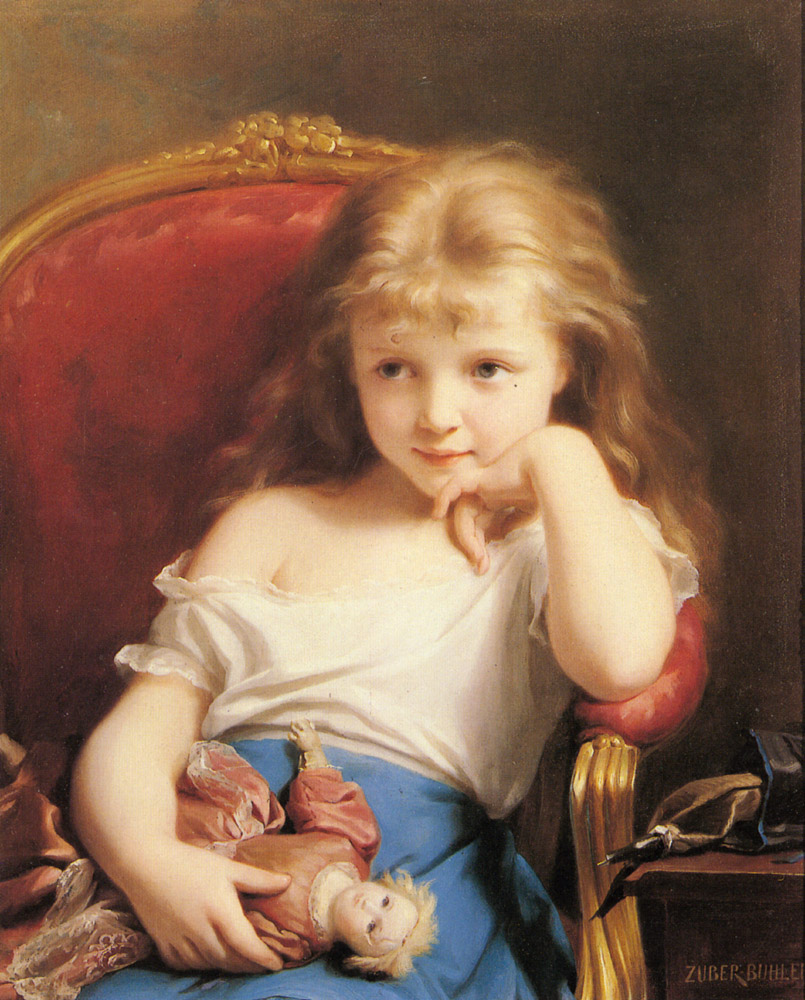
Young Girl Holding a Doll
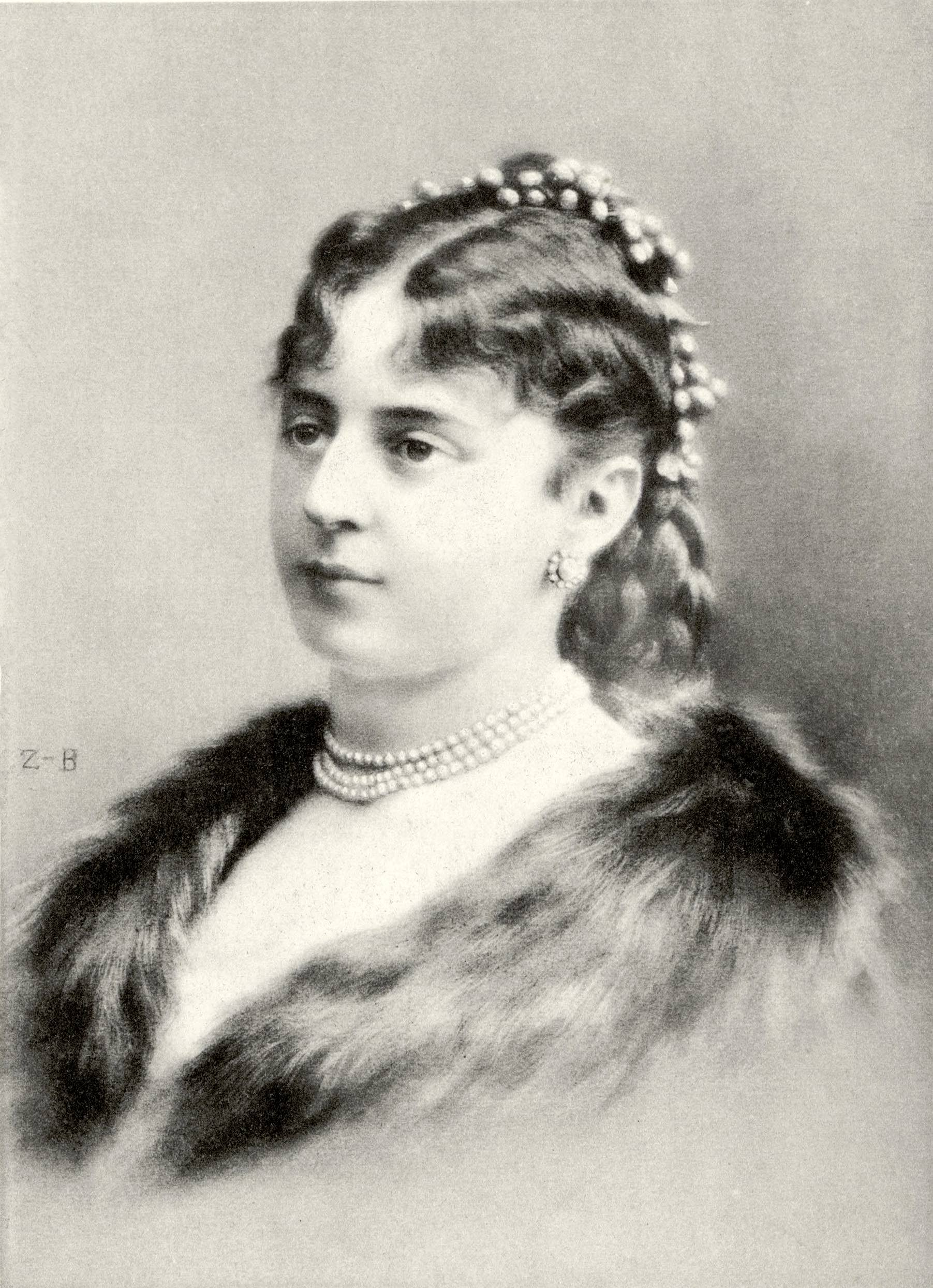
Marie Heilbron
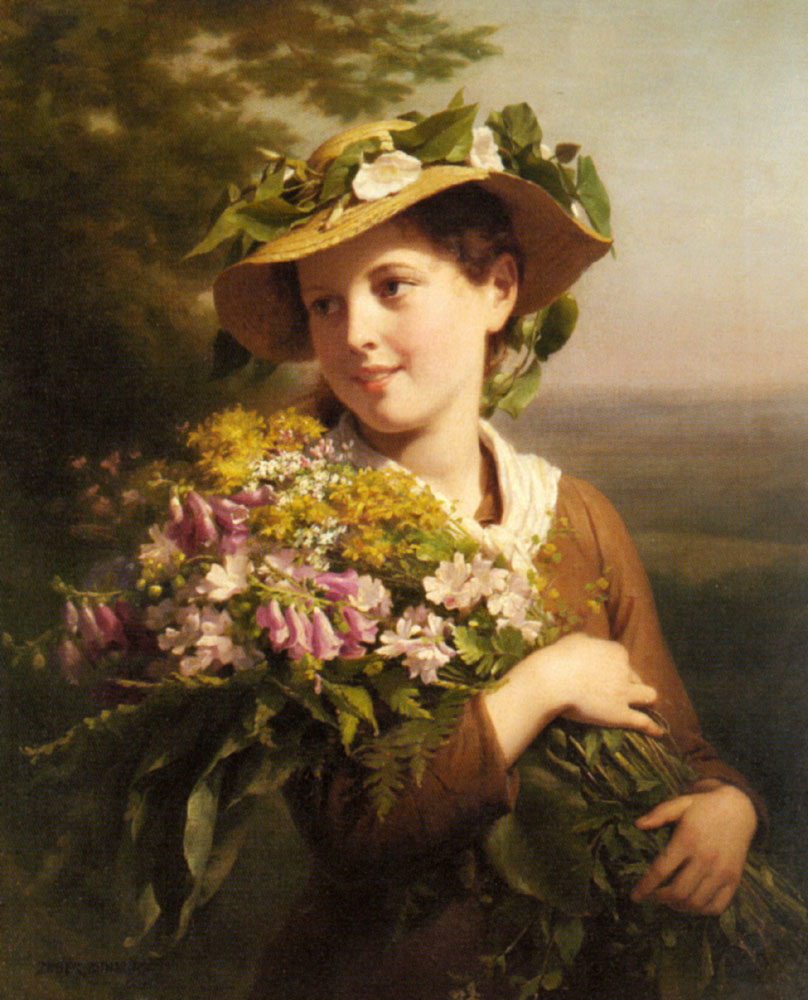
A Young Beauty Holding A Bouquet Of Flowers
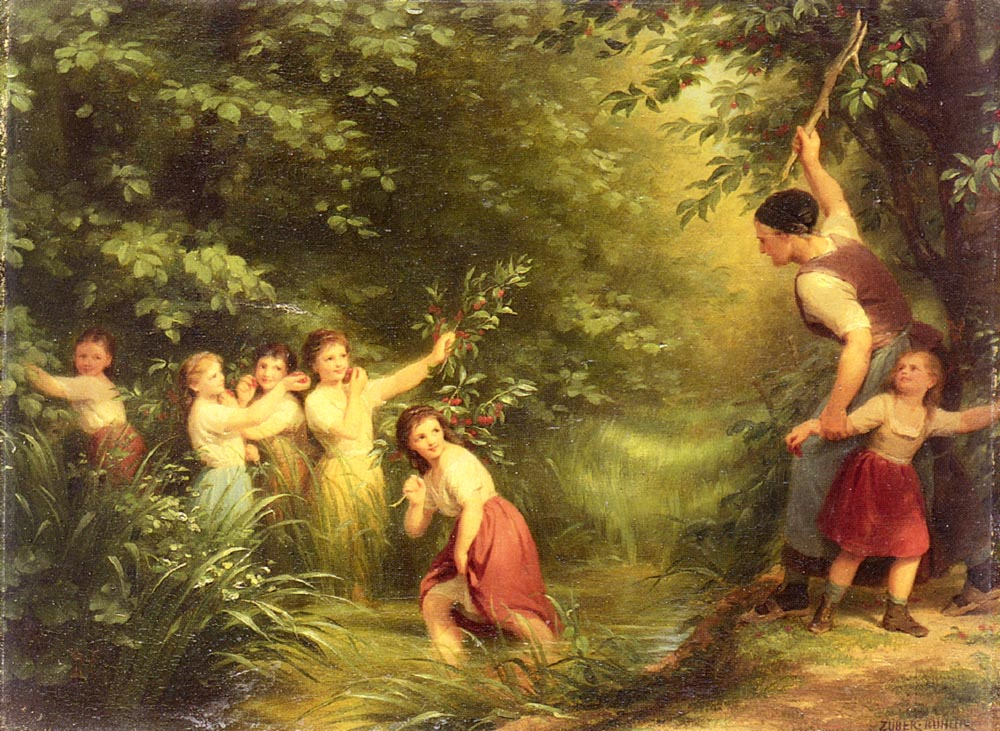
The Cherry Thieves
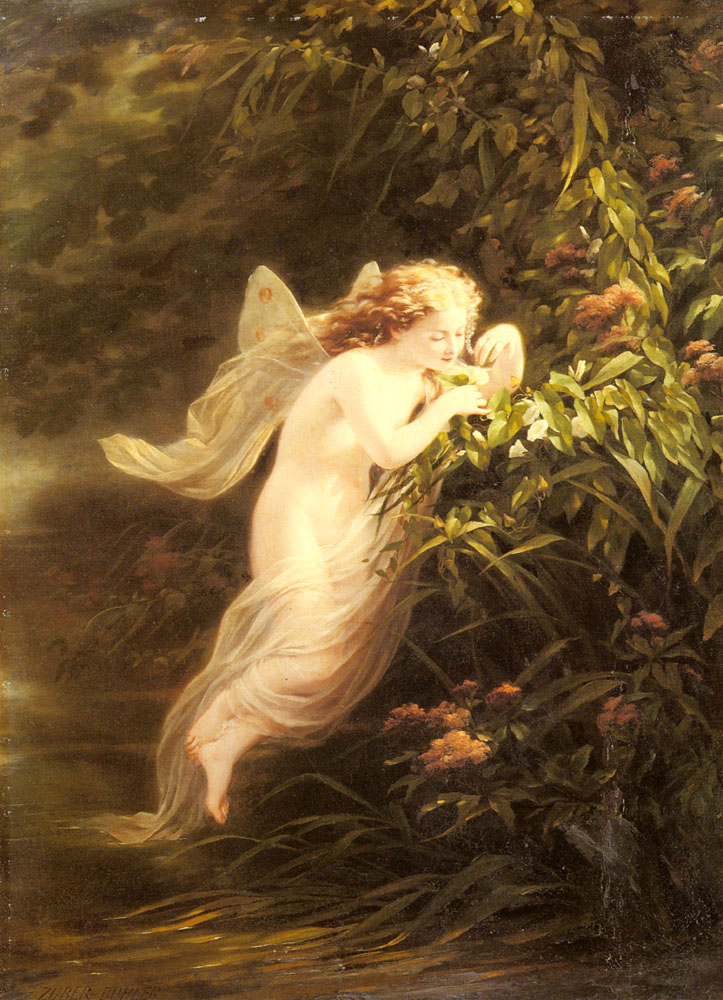
The Spirit Of The Morning
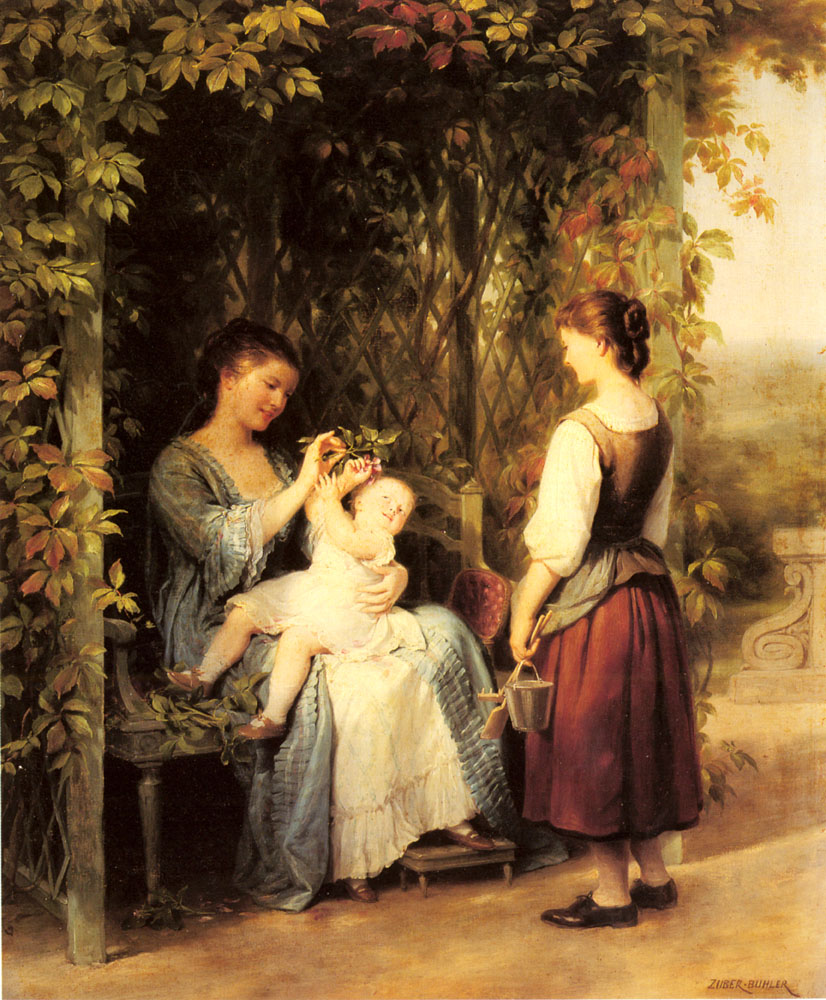
Tickling The Baby
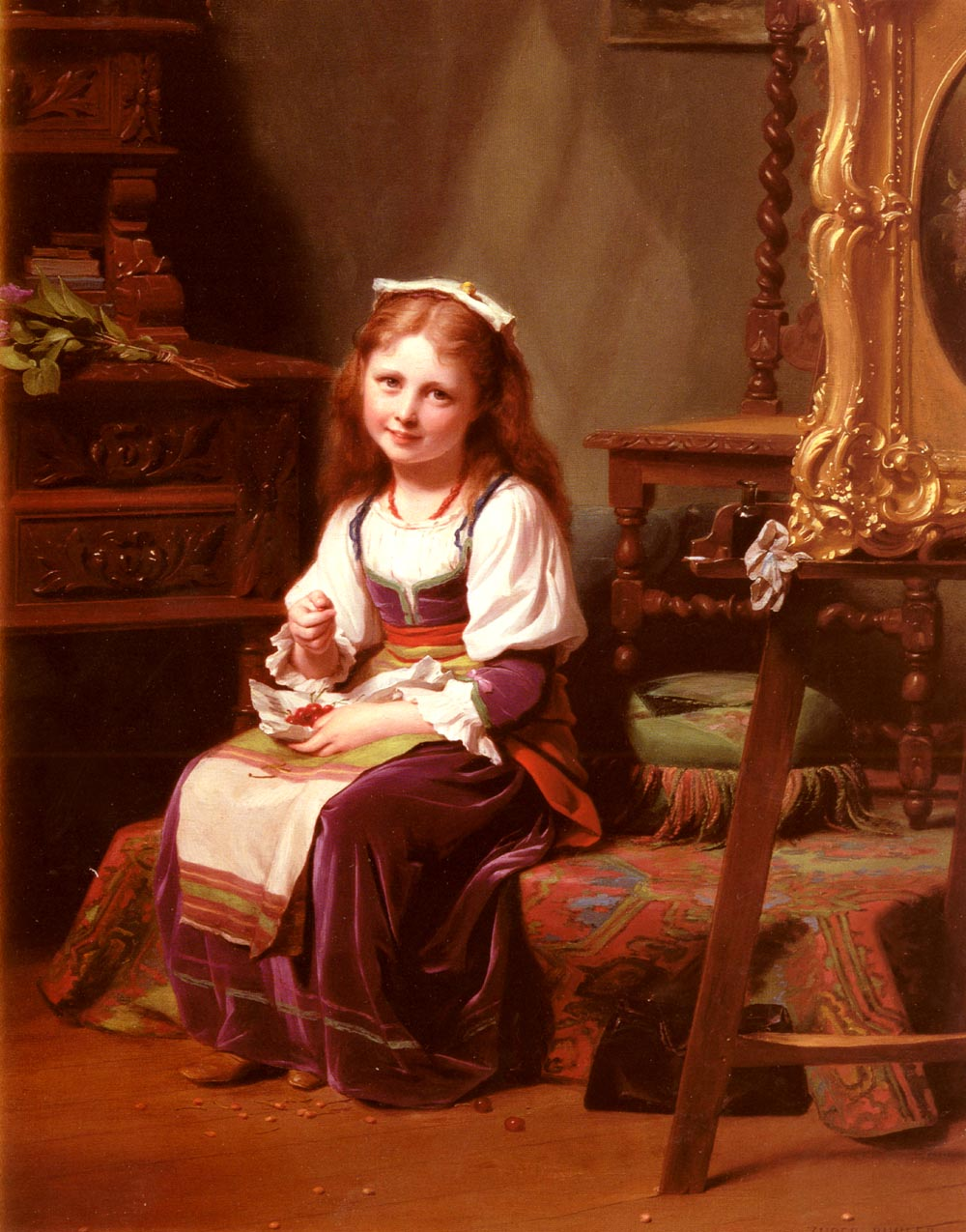
The First Cherries